# Mark James
Mark Hugh James (Manchester, 28 ottobre 1953) è un golfista inglese.

## Carriera
Nel 1974 vinse l'English Amateur e, tre anni più tardi, ottenne il primo titolo a livello professionistico al Lusaka Open. Il 1978 lo vide trionfare per la prima volta ad un torneo dell'European Tour, il Sun Alliance Match Play Championship, ma anche stabilire un record negativo all'Italian Open, ovvero il maggior numero di colpi (111) in un giro in un torneo dell'European Tour: si era infatti rifiutato di ritirarsi nonostante un infortunio, ma avrebbe vinto il torneo quattro anni dopo.
In totale ha raccolto 32 vittorie professionistiche, di cui 18 dell'European Tour. Nei tornei major non è mai arrivato primo, ma diverse volte si è piazzato nelle prime posizioni all'Open Championship, dove terminò terzo nel 1981. In carriera ha preso parte per ben sette volte alla Ryder Cup, per poi essere capitano nell'edizione 1999, conosciuta come la Battaglia di Brookline.